# حصارلو
حصارلو هي قرية في مقاطعة مياندوآب، إيران. يقدر عدد سكانها بـ 189 نسمة بحسب إحصاء 2016.